# Bellaspira
Bellaspira is een geslacht van weekdieren uit de klasse van de Gastropoda (slakken).

## Soorten
- Bellaspira acclivicosta McLean & L. Poorman, 1970
- Bellaspira amplicostata Fallon, 2016
- Bellaspira aurantiaca Fallon, 2016
- Bellaspira barbadensis Fallon, 2016
- Bellaspira clarionensis McLean & L. Poorman, 1970
- Bellaspira grippi (Dall, 1908)
- Bellaspira hannyae (De Jong & Coomans, 1988)
- Bellaspira margaritensis McLean & L. Poorman, 1970
- Bellaspira melea Dall, 1919
- Bellaspira minutissima Fallon, 2016
- Bellaspira pentagonalis (Dall, 1889)
- Bellaspira rosea Fallon, 2016
- Bellaspira stahlschmidti Fallon, 2016
- Bellaspira tricolor Fallon, 2016
- Bellaspira virginiana (Conrad, 1862) †